# La Spezia-affaire
De La Spezia-affaire was een reeks gebeurtenissen in 1946 waarbij acties van de Mossad Le'Aliyah Bet en verslagen van de pers resulteerden in de legale emigratie van 1014 Joden, van de Italiaanse havenstad La Spezia naar het Mandaatgebied Palestina. Het aantal opvarenden werd afgetrokken van de Britse immigrantenquota, zoals bepaald in de MacDonald White Paper. De publiciteit rond de affaire droeg echter voor een groot deel bij aan een publieke opinie ten gunste van de Aliyah Bet. Een toenemende druk op de Britse regering resulteerde in 1947 in de VN-resolutie voor een verdeling van Palestina.

## Achtergrond

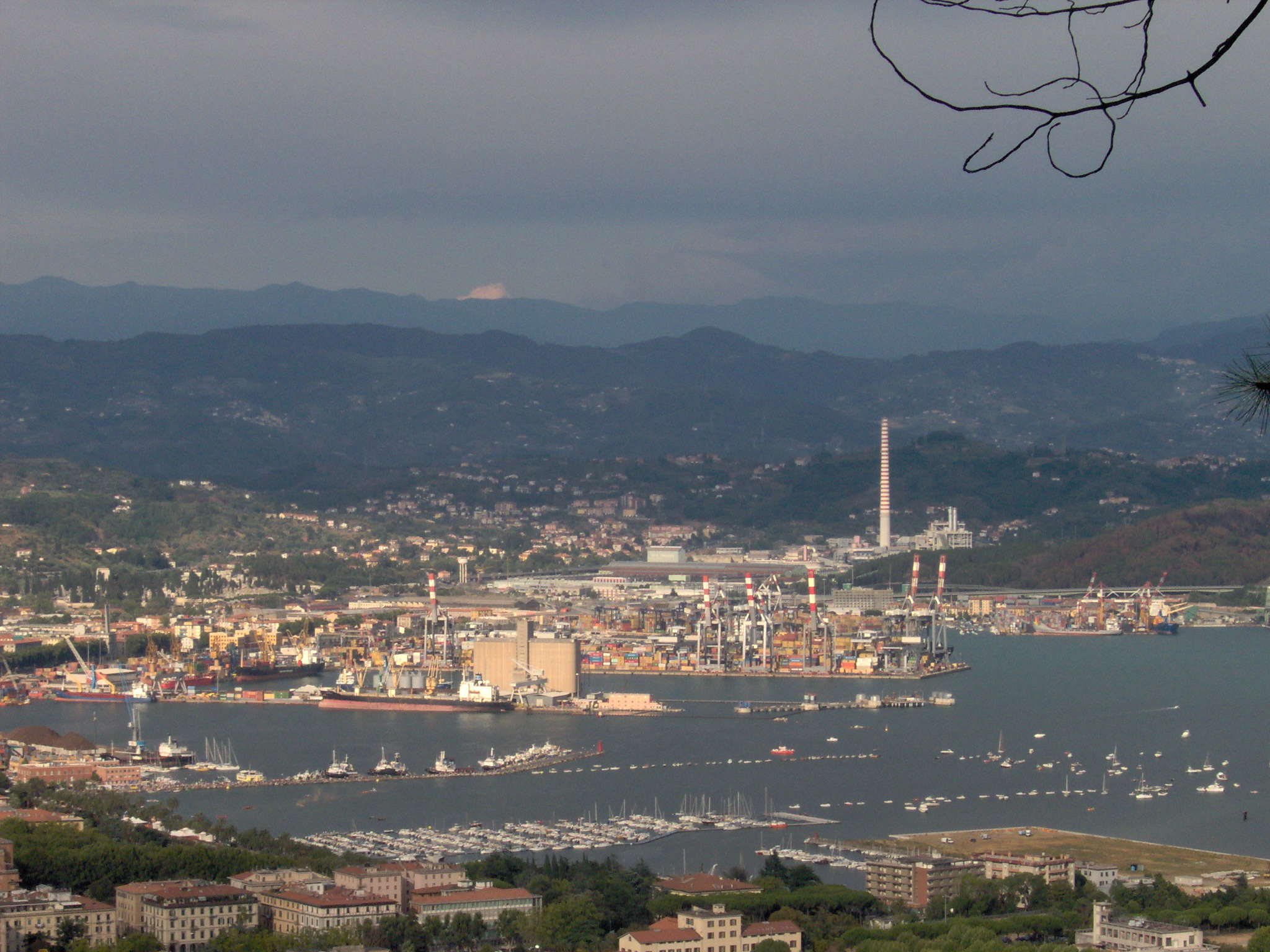
Haven van La Spezia

Italië was een gunstige uitvalsbasis voor de Aliyah Bet; de golf van illegale immigraties van Joodse ontheemden naar het Mandaatgebied Palestina. Na de Tweede Wereldoorlog was Italië door oorlogsschade en hoge werkloosheid in een economisch dal geraakt. De emigratie van Joodse ontheemden pakte derhalve gunstiger uit voor de Italiaanse bevolking dan hun huisvesting. Daarnaast waren er veel Italianen die hadden geleden onder het fascistische bewind van Mussolini en sympathiseerden met de Joden en hun wens zich te vestigen in een eigen staat.
Met name La Spezia nam tussen 1945 en 1948 een belangrijke sleutelpositie in tijdens de immigraties. Het grootste deel van deze immigraties werd georganiseerd door de Mossad Le'Aliyah Bet, een onderdeel van de Hagana. Men schat dat ongeveer 21.000 Joden in 35 schepen vanuit La Spezia richting Palestina vertrokken. Veel van de schepen werden door het Britse leger onderschept, waarop de opvarenden naar interneringskampen in Brits Cyprus of Palestina werden gebracht.

## Voorbereidingen
|            |  |                  |
| De Dov Hoz |  | De Eliahu Golomb |

Aan het begin van 1946 kocht de Mossad Le'Aliyah Bet twee schepen en meerde ze aan in de haven van La Spezia. Het schip Fenice werd omgedoopt in Eliahu Golomb, de naam van de commandant van de Hagana die in 1945 was gestorven. Fede werd omgedoopt in Dov Hoz, vernoemd naar een in 1940 gestorven verzetsheld en Hagana-officier. In april van dat jaar werd begonnen met de inscheping van de 1014 immigranten. Hiervoor werden 38 vrachtwagens gebruikt die de Mossad Le'Aliyah Bet van het Britse leger had gestolen. Het trok de aandacht van de bevolking van La Spezia en leidde tot uiteenlopende geruchten. De autoriteiten meenden dat het de inscheping van Italiaanse fascisten betrof die naar Spanje wilden vluchten.
De Italiaanse politie zette een wegversperring op en stopte het konvooi van de Britse vrachtwagens. Zij namen de vluchtelingen gevangen en lichtten de Britse inlichtingendienst in. De vergissing werd al snel ingezien, onder andere doordat de gedetineerden hun getatoeëerde kampnummers hadden laten zien. Op 8 april vervoerden agenten de vluchtelingen in de gestolen vrachtwagens terug naar de twee schepen.

## Verzet
De gebeurtenissen in La Spezia werden uitvoerig door de lokale pers verslagen en zorgden derhalve voor publiciteit rond de kwestie van de Joodse immigraties. Een groot deel van het Italiaanse volk keerde zich tegen het Britse beleid. Ondanks deze politieke druk wendde de Britse overheid alle mogelijke middelen aan om het vertrek van de Doz Hov en Eiliahu Golomb te verhinderen. De Britse majoor Hill liet een blokkade buiten de haven van La Spezia creëren en Britse soldaten gingen aan boord van de twee schepen in voorbereiding op de deportatie van de immigranten. De Britten kregen daarbij geen enkele steun van de Italiaanse politie.

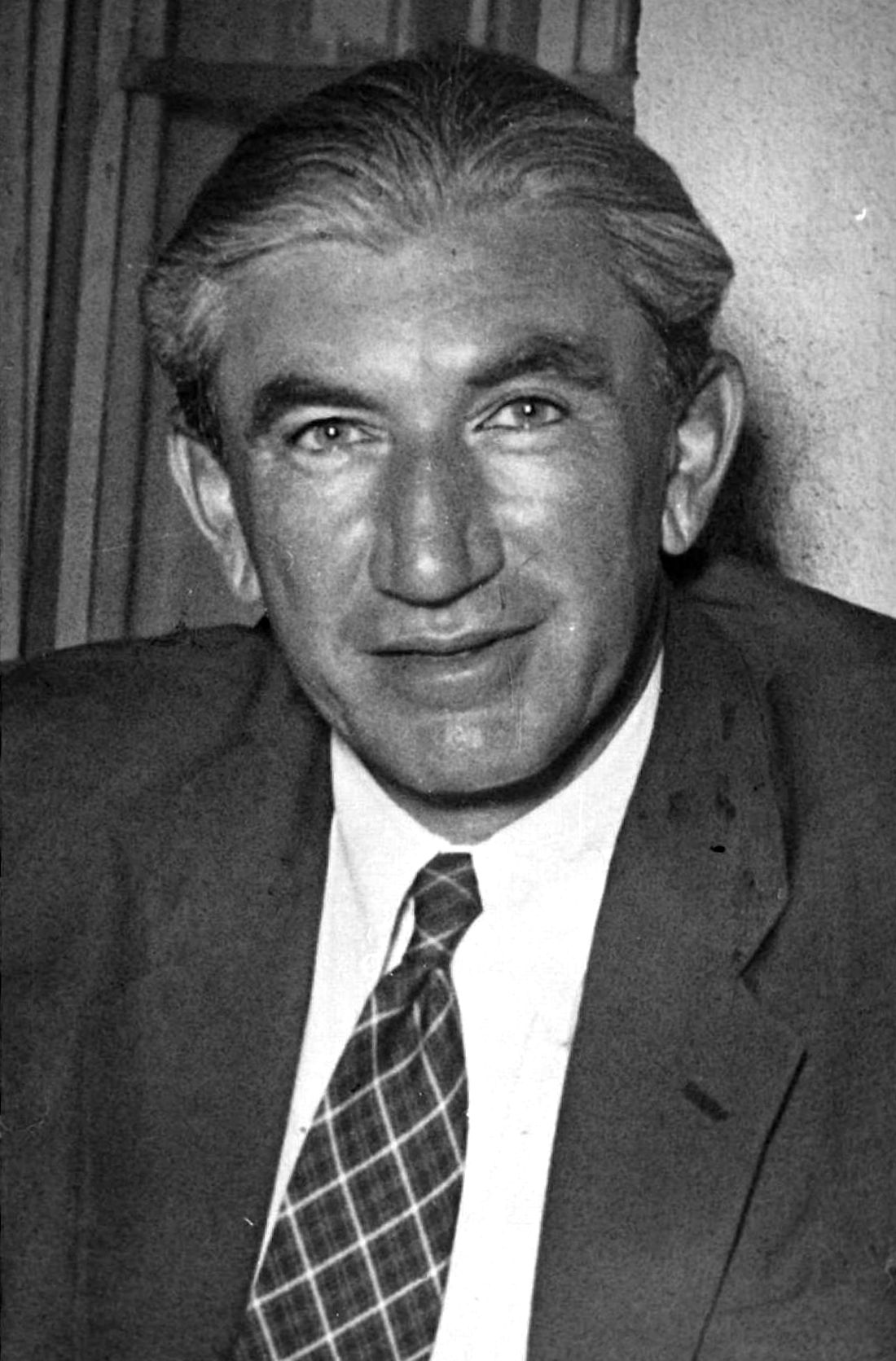
Yehuda Arazi

Yehuda Arazi, het hoofd van de Mossad Le'Aliyah Bet in Italië, begaf zich aan boord van de Doz Hov en nam de leiding in het verzet van de Joodse opvarenden tegen het Britse leger. Hij dreigde de Doz Hov op te blazen wanneer Joodse vluchtelingen van boord zouden worden gehaald. Arazi liet de Britse autoriteiten bovendien weten dat hij de veiligheid van de Britse soldaten niet kon garanderen. Uiteindelijk kregen de soldaten het bevel beide schepen te verlaten. Deze ontwikkelingen werden na korte tijd ook door de nationale pers gepubliceerd. Arazi hield dagelijks persconferenties waarin hij het lot uiteenzette van de overlevenden van de Holocaust en pleitte voor de legalisatie van immigratie naar Palestina en de stichting van een onafhankelijke staat voor de Joden. 

### Hongerstakingen
De publiciteit rond de gebeurtenissen in La Spezia bereikte in 25 april een nieuw hoogtepunt toen een grote demonstratie in de stad werd georganiseerd, waaraan verschillende opvarenden van de twee schepen deelnamen. Daarna gingen de Joodse vluchtelingen in hongerstaking, in een poging om de druk op de Britse overheid op te voeren. Arazi ging door met zijn persconferenties, waarbij nu ook verslaggevers uit een groot aantal landen buiten Italië aanwezig waren. Daarnaast ging hij op zoek naar steun bij de belangrijkste publieke figuren van dat moment. De Britse ambassade in Rome ontving tal van petities en andere steunbetuigingen, waaronder die van veel politieke leiders, legerofficiers en andere invloedrijke beroemdheden.
In reactie op de toenemende druk van de publieke opinie bezocht Sir Harold Laski, leider van de Labour Party, La Spezia. Hij beloofde er publiekelijk een conferentie te houden met premier Clement Attlee en Ernest Bevin, de Minister van Buitenlandse zaken, en bij hen aan te dringen om de belangen van de Joden te behartigen. Na deze toezegging werd de hongerstaking gestopt.
De Britten stelden een compromis voor; de helft van de immigranten zou legaal naar Palestina mogen reizen, de andere helft zou naar hun Europese landen van herkomst moeten terugkeren. De vluchtelingen verwierpen het voorstel en hervatten hun hongerstaking. Arazi zette in een persconferentie uiteen dat de vluchtelingen nog liever publiekelijk zelfmoord zouden plegen dan af te zien van hun voornemen om naar Palestina te reizen. Uiteindelijk gaven de Britse autoriteiten toe, al zou het aantal vluchtelingen worden afgetrokken van de quota van legale immigratie in Palestina; 7500 immigranten verspreid over vijf jaar.

## Ontscheping en latere geschiedenis

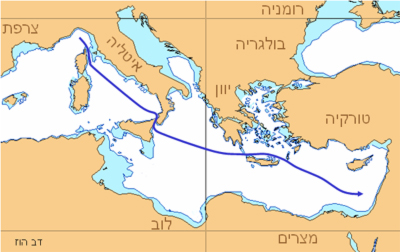
Vaarroute van de twee schepen naar Palestina

Op 8 mei 1946 vertrokken de Dov Hoz met 675 immigranten en de Eliahu Golomb met 339 immigranten uit La Spezia richting Palestina. Na ontscheping in Haifa op 13 mei keerde Arazi heimelijk terug naar Italië om zijn ondergrondse werkzaamheden voort te zetten. Arazi werd door de Hagana onderscheiden met een eremedaille voor zijn verdiensten voor de Aliyah Bet.
De Doz Hov en de Eliahu Golomb werden in 1946 omgedoopt in respectievelijk Arba Cheruyot ('Vier Vrijheden') en Bracha Fuld. De Arba Cheruyot vertrok eind augustus richting Palestina en de Bracha Fuld in oktober. Beide schepen werden door de Britse blokkade onderschept, waarop de immigranten werden ondergebracht in de interneringskampen in Brits Cyprus. 
De La Spezia-affaire leverde de Britse regering veel negatieve publiciteit op. Schepen van de Aliyah Bet reisden steeds vaker met journalisten aan boord of trokken op een andere manier de aandacht van de pers. Na de gedwongen terugkeer van de Exodus in 1947 bereikte de politieke druk een nieuw hoogtepunt. Beide gebeurtenissen hadden een grote impact op het VN-besluit om Palestina te verdelen en de stichting van de onafhankelijke staat Israël.

## Erfgoed

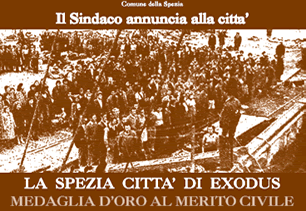
Een aanplakbiljet in La Spezia kondigt de uitreiking van de Exodus-prijs aan

In de ogen van de Jisjoev speelde La Spezia een grote rol tijdens de Aliyah Bet. Zo was de Exodus gebouwd in de nabijgelegen haven Porto Venere. La Spezia kreeg van de Jisjoev de bijnaam 'Poort naar Sion' en staat als zodanig aangegeven in een aantal Israëlische kaarten. Elk jaar wordt in de stad de Exodus-prijs uitgereikt aan burgers die een grote verdienste hebben geleverd aan interculturele solidariteit. Ontvangers waren onder andere Moni Ovadia, Tullia Zevi, Elio Toaff, Amos Luzzatto, Predrag Matvejević, Yossi Harel, David Grossman en Massimiliano Fuksas.
Leon Uris verwerkte veel elementen van de La Spezia-affaire in zijn roman Exodus uit 1958. Zo verwerkte hij de hongerstaking en de uiteindelijke legaliteit van de immigratie in Palestina. Yehuda Arazi stond deels model voor de hoofdpersoon in het boek: Ari Ben Canaan. In 1960 werd het boek verfilmd door Otto Preminger.